# Пиеро Карини
Пиеро Карини (на италиански: Piero Carini е бивш пилот от Формула 1. Роден на 6 март 1921 г. в Генуа, Италия.

## Формула 1
Пиеро Карини прави своя дебют във Формула 1 в Голямата награда на Франция през 1952 г. В световния шампионат записва 3 състезания като не успява да спечели точки, състезава се с частен Ферари.